# Agonista do receptor de serotonina

O neurotransmissor serotonina (ilustração) tem vários receptores.

Um agonista de receptor de serotonina é um agonista de um ou mais receptores de serotonina. Eles ativam os receptores de serotonina de maneira similar à da serotonina (5-hidroxitriptamina, 5-HT), um neurotransmissor e hormônio e o ligando endógeno dos receptores de serotonina.

## Agonistas não seletivos
Psicodélicos serotonérgicos tais como triptaminas (e.g., psilocibina, psilocina, DMT, 5-MeO-DMT, bufotenina), lisergamidas (e.g., dietilamida do ácido lisérgico, ergina (LSA), fenetilamina (e.g., mescalina, 2C-B, 25I-NBOMe) e anfetaminas (e.g., MDA, DOM são agonistas de receptores de serotonina não seletivos. Seus efeitos alucinógenos são especificamente mediados pela ativação do receptor 5-HT2A.